# Jim Chappell
Jim Chappell ist ein amerikanischer Pianist aus dem Bereich Smooth Jazz und New Age.
Chappell ist in Michigan geboren und wuchs dort auf. Er reiste als junger Erwachsener durch die USA, bevor er sich in Nashville niederließ, um als Songwriter tätig zu werden. Dann zog er nach Kalifornien, wo er als Begleitpianist der Modern-Dance-Abteilung der University of California wirkte. Sein Debüt-Album Tender Ritual brachte er 1986 heraus und verkaufte durch Touren und Eigenmarketing über 12.000 Alben. Er konnte im Zeitraum von 1989 bis 1994 eine Reihe von Alben in den New-Age-Musik-Charts der USA platzieren.

## Diskografie
- Tender Ritual (1986)
- Dusk (1987) U.S. Top New Age Albums #13[2]
- Living the Northern Summer (1989) U.S. New Age #5[2]
- Saturday's Rhapsody (1990) U.S. New Age #10[2]
- Nightsongs and Lullabies (1991) U.S. New Age #7[2]
- In Search of the Magic (1992)
- Over the Top (1993) U.S. Top Contemporary Jazz Albums #19[2]
- Laughter at Dawn (1994) U.S. New Age #19[2]
- Manila Nights (1994)
- The Earthsea Series, Vol. 1 (1994)
- Acadia (1996)
- Serenity Rush (2003)
- Coming Through (2005)
- Honey Wind (2007)
- Sad Music Moods (2008)
- Comfort Songs (2009)
- Treasure At Seventeen (2009)
- Rise (2009)
- Panorama (2010)